# Joyce Laboso
Joyce Cherono Laboso, née le 25 novembre 1960 et morte le 29 juillet 2019 à Nairobi, est une femme politique kenyane. Elle fut la vice-présidente de l'Assemblée Nationale du Kenya de 2008 à 2017, et gouverneure du Comté de Bomet. 

## Biographie
Née le 25 novembre 1960, elle étudie en études primaires à Molo, une ville du comté de Nakuru, et en études secondaires, à Nairobi. Entre 1980 et 1983, elle effectue des études supérieures à l'université Kenyatta en français, en littérature et en éducation. Puis, en 1984 et 1985, elle obtient un diplôme de troisième cycle en enseignement de la langue française à l'université Paul-Valéry-Montpellier en France. De 1985 à 1989, elle est enseignante du secondaire en français. Entre 1989 et 1991, elle reprend des études en enseignement de l'anglais comme langue étrangère à l'Université de Reading au Royaume-Uni. En 1991, elle devient professeur titulaire de l'Université Egerton  (université publique du Kenya) jusqu'en l'an 2000. Elle donne ensuite des conférences. En 2007, elle est nommée coordinatrice, en communication et médias, gestion bibliothécaire et études d'information au département de langue et de linguistique de l'Université Egerton. Elle est aussi commissaire de la Commission nationale du genre et du développement.
À la fin des années 2000, elle se lance dans la vie politique, succédant en fait à sa sœur, Lorna Laboso, morte dans un accident d'avion. Elle se présente  à une élection partielle tenue le 25 septembre 2008, pour le Parlement du Kenya, à la suite de ce décès. Candidate de l'Orange Democratic Movement, elle bat 11 autres concurrents et recueille 23 880 suffrages, devançant de plus de 10 000 voix son principal rival, le brigadier à la retraite Alexander Sitienei (un ancien assistant de Daniel arap Moi) qui obtient 13 843 voix. Elle est réélue pour une deuxième législature en 2013, et devient dans cette 11e législature vice-présidente de l'assemblée nationale du Kenya.
Elle devient ensuite coprésidente pour les pays ACP ou pays d'Afrique, Caraïbes et Pacifique,  de l'Assemblée Parlementaire Paritaire.
Elle travaille comme chargé de cours au Département de Langue et de Linguistique de l'Université d'Egerton , et est Commissaire de la Commission Nationale sur le Genre et le Développement.
En 2017, elle se présente à nouveau pour être membre du parlement, et également pour être gouverneur du Comté de Bomet, dans la vallée du Rift. Élue gouverneur de ce comté (elle en reste gouverneure jusque sa mort), Joyce Laboso est l'une des trois premières femmes gouverneures du Kenya, avec la gouverneure du comté de Kitui, Charity Ngilu, et la gouverneure du comté de Kirinyaga, Anne Waiguru. Joyce Laboso bat le gouverneur sortant, Isaac Rutto.
Elle est diagnostiquée pour la première fois  d'un cancer en 1991. Selon son mari, Edwin, Joyce Laboso réussit à survivre pendant 28 ans. La maladie la touche de nouveau gravement en mars 2019. Elle en meurt le 29 juillet 2019 à Nairobi.